# Austrozele carinifrons
Austrozele carinifrons är en stekelart som först beskrevs av Günther Enderlein 1920.  Austrozele carinifrons ingår i släktet Austrozele och familjen bracksteklar. Inga underarter finns listade.